# L'Europe méridionale au temps des rois
Pour plus de détails, voir Fiche technique et Distribution.
L'Europe méridionale au temps des rois est un court-métrage français de Marc Allégret, sorti en 1969.

## Synopsis
Évocation de l'Europe du Sud au tournant du XXe siècle, à partir des archives des Frères Lumière.

## Fiche technique
- Titre français : L'Europe méridionale au temps des rois
- Réalisation : Marc Allégret
- Production : Pierre Braunberger
- Société de production : Les Films de la Pléiade
- Pays de production :  France
- Langue originale : français
- Format : Noir et blanc — 35 mm
- Genre : Documentaire
- Durée : 16 minutes
- Date de sortie : 1969